# 南唐斯国家公园
南唐斯国家公园（英語：South Downs National Park）是英国最新的国家公园，于2011年4月1日全面營運。公园占地面积1627km2（628mi2 ），位于英格兰南部，从西部的温彻斯特郡向东部的伊斯特本绵延140km（87哩），贯穿汉普郡、西萨塞克斯郡和东萨塞克斯郡。公园不仅覆盖了南唐斯丘陵的白垩岩山脉，这个著名的白垩丘陵景观在标志性白垩质白色悬崖比奇角达到顶峰，它还覆盖了独立地理自然区西部原野的大部分地区，那里拥有大量树木繁茂的砂岩、黏土山和山谷。南唐斯道贯穿公园全长，也是唯一一条完全穿越国家公园的国家步道。

## 历史
南唐斯国家公园的想法可以追溯到1920年，当威胁优美丘陵环境的公众关注不断攀升，特别是东萨塞克斯郡房屋任意开发的冲击（和平港就是一个臭名昭著的案例）。1929年，由包括地理学家沃恩·康沃尔在内的活动推动者领导，向首相递交了一份纪要，强烈要求推进国家公园案，包括位于南唐斯丘陵上的国家公园。然而，当第二次世界大战接近尾声，约翰·道尔则被要求做出报告，关于如何建立英格兰和威尔士国家公园系统，他1945年的报告《英格兰和威尔士的国家公园》，并未确立南唐斯丘陵国家公园的地位，而是把它包含在“其他舒适区域”列表上。亚瑟·霍布豪斯爵士的《1947年国家公园委员会报告》提出不同看法，他把南唐斯丘陵列入12个国家公园推荐区域中，由约翰·道尔确定为一片“美丽而相对原始土地的广泛区域，为国家利益......严格保存着美丽的特色景观”。
唐斯国家公园是原来的12个国家公园推荐地中最后一个被指定的。从1940年开始，白垩丘陵地就遭到大面积破坏，耕作农业开垦用地并伴随着牧羊导致的土地消失，都阻滞了进一步将它考虑入指定中。1956年，当国家公园委员会开始考虑指定南唐斯为国家公园，选定已不再适应，南唐斯作为一个有潜力的国家公园，其再生价值因对丘陵的粗放耕作而大大降低。不过，它被认为是“伟大的自然美景区”并就指定为杰出自然美景区提出进一步讨论。沿着郡边界分割的两个杰出自然风景区被选定，1962年入选的东汉普郡和1966年入选的苏塞克斯唐斯，形成之后南唐斯国家公园的基础。
1999年9月，政府审查了一项国家公园的政策，宣称它成为南唐斯国家公园创建的依据，并揭晓了其成立的一个讨论会。2003年1月，乡村署（现在的英国自然署）下令选定2003年被推荐的公园，2003年1月27日，递送给环境国务大臣。
由于提议令收到的反对意见和表现， 2003年10月10日至2005年3月23日，展开了一次公开调查，意在向部长推荐是否需要确认一个国家公园，如果需要，何处是其边界。2005年末有望获得调查结果，而因一项高等法院案质疑确认新森林国家公园命令引起的有待解决的法律问题而被推迟。
此后，高等法院上诉案件以及包括《2006年自然环境和乡村社区法案》在内的新法律政策出台，南唐斯丘陵调查报告于2006年3月31日出版。报告中提议减少原先提议的国家公园23%的土地面积，聚焦在更狭义上的白垩丘陵地，并将现有的东汉普郡大部分区域和萨塞克斯唐斯杰出自然美景区排除在外。这被证明极具争议，从而导致英国乡村保护和其他所谓的西部原野在内的活动呼吁，西部原野包含两个杰出自然美景区，拥有与南唐斯白垩山脉绝然不同的地理、经济和景观，公园边界确保其仍能在开发中得到保护。从2007年7月2日到8月13日，国务大臣在咨询会上请求关于已推荐国家公园新议题的异议和代表意见。根据收到的回应，国务大臣决定适当开放2003-05年的公开调查。2008年2月12日，调查对公众开放，并在27天后的2008年7月4日不对外公开。这份检查员报告于2008年11月28日递交。
2009年3月31日，调查结果公布。国务大臣希拉里·本宣告南唐斯丘陵将被指定为国家公园，and on 12 November 2009 he signed the order confirming the designation.2009年11月12日，下令确认指定。重要的是，他确定了大量充满激烈争议的地区，包括西部原野、刘易斯城、迪奇灵村庄，将被纳入国家公园内。
2011年4月1日，新南唐斯国家公园管理处设定法律责任时，新的国家公园全面运营。位于西部原野距南唐斯白垩悬崖北部仅4公里（2.5哩）的汉普郡市广场举行的开幕典礼见证了这个时刻。

## 管理部门

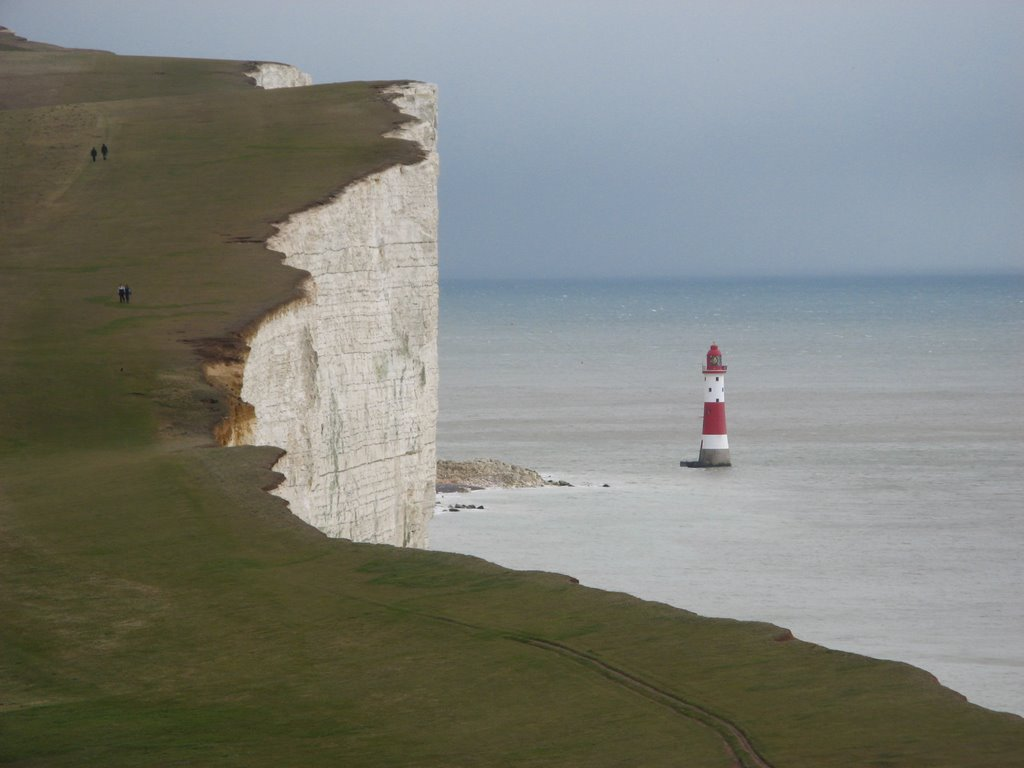
国家公园内的比奇角海岬。

南唐斯国家公园管理处（SDNPA）管理着公园。2010年4月1日，管理处成立并全面运行，2011年4月1日，还担任起国家公园的规划部门。负责促进国家公园的法定和在园内生活工作的人的利益。南唐斯国家公园成为法定国家公园管理局，是由1995年环境法案规定的：
- 为保存和加强该区的自然景区、野生生物和文化遗产；
- 为提升公众理解和享受公园特质的机会 ；

它也需履行如下职责：
- 在执行任务时，管理局应追求国家公园里社区生活的经济和社会安康。

南唐斯国家公园是一个由政府资助，由27个董事会成员运营的公共团体。董事会包括7个国立成员，环境大臣通过公开招聘任命。来自15个地方管理局的14个地方管理局提名者分布在国家公园内，其中奥杜尔郡和沃辛郡的管理局选择同一个区域。6个教区委员会代表，其中两名分别来自各郡。
南唐斯国家公园的主席玛格丽特·帕朗，前身为公务员，退休后参与国家公园竞选中。

## 地理

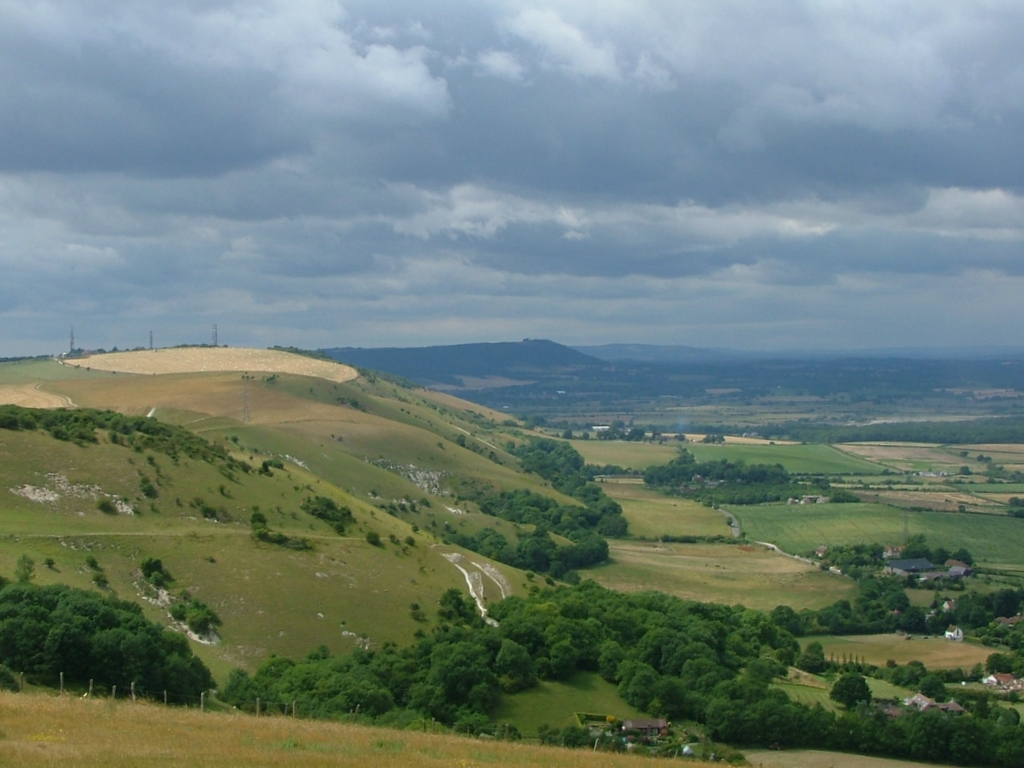
萨塞克斯魔鬼堤西部的视图。

南唐斯国家公园横跨英国南部140公里（87哩），从汉普郡郡温彻斯特附近的圣·凯瑟琳山向西绵延至比奇角，向东到达东苏塞克斯的伊斯特本附近。在它西部半途中，公园的南部边界线从南部海岸延伸至内陆，长达10公里（6.2哩）。  但并不包括南安普顿、朴茨茅斯、伯格诺内奇和利特尔汉普顿等主要沿海城市。公园南部边界线更临近远东海岸，并小心翼翼地将沃辛、布莱顿和霍夫、纽黑文、西福德、伊斯特本市区，19和20世纪期间，它们全都实质性的侵入丘陵。与此相反，公园囊括了大量位于西部原野的城市，包括汉普郡、里斯、米德赫斯特、佩特沃斯，以及两个萨塞克斯历史古城阿伦德尔和刘易斯。
国家公园内生活的总人口量接近108,000，其中42,000人生活在汉普郡，4,000人在西萨塞克斯，2,500人在东萨塞克斯。东汉普郡区委员会区域和奇切斯特区分别有30,000名居民，刘易斯区有22，000居民。公园内有11,500名温切斯特居民，较其他地区和行政区都要少。该区每年游客量约为3，900万人次，游客增多可能源自国家公园的创立。
国家公园占地面积为1,625㎡km（627㎡哩），其中544㎡km（210㎡哩）位于汉普郡，807㎡km（312㎡哩）位于西萨塞克斯，237㎡km（㎡哩）位于东萨塞克斯。区委员会地区中，奇切斯特区占地面积最大，为544㎡km（210㎡哩），其次是东汉普郡区，占地279㎡km（108㎡哩），温切斯特占265㎡km（㎡哩），刘易斯区占159㎡km（36㎡哩），阿朗占地102㎡km（㎡哩）。霍舍姆占地面积为93㎡km（36㎡哩），威尔登区占60㎡km。
处修订大量边界线外，公园宣告并预先指定了两个地区为杰出自然美景区，东汉普郡杰出自然美景区和萨塞克斯唐斯杰出自然美景区。
南唐斯国家公园的白垩丘陵是有别于英国其他国家公园的特征。然而，几乎1/4（23%）的国家公园包含了迥然不同且形成鲜明对比的自然地理区，西部原野森林繁茂的小山和溪谷就是基于老威尔登耐受的砂岩和松软的粘土地质。国家公园最高处的黑丘陵，海拔280米（920英尺），实际上位于西部原野上的绿砂山脉上，然而南唐斯白垩悬崖的最高处巴策尔山，海拔271千米（889英尺）。

## 地质

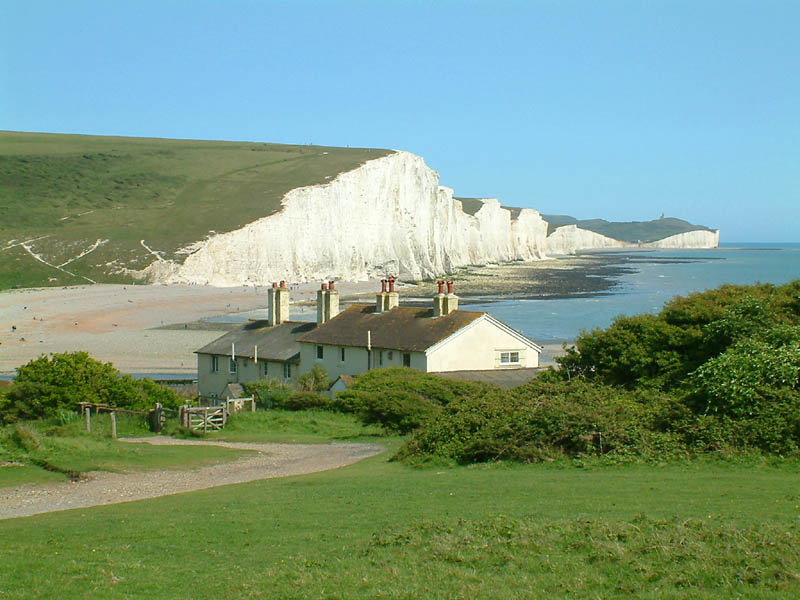
从西福角横跨库克梅尔河的七姐妹岩和海岸警卫队村舍

国家公园的大部分区域由白垩丘陵地组成，然而这一重要区域包含西部原野的砂岩和粘土，形成强烈对比与独具特色的林木繁茂的山丘和溪谷。
白垩形成于1亿年前-6600万年前间的晚白垩世，当时这一区域还处于海底。新生代期间，白垩随着部分原野的上升而上升，并形成了大维尔德-阿图瓦背斜构造（Weald-Artois Anticline），与形成阿尔卑斯的造山运动相同。相对耐受的白垩岩石通过风化运动，从而形成单斜脊地形，随之朝北的白垩悬崖显著上升，远高于低低原野上的低洼山谷。
白垩悬崖触接伊斯特本西部的英吉利海峡，形成著名的白色断崖比奇角、七姐妹岩、西福德角。这些悬崖形成于冰河时期末期，当海平面上升，英吉利海峡形成，从而导致海水造成的白垩岩削平现象。
南唐斯呈西-北-向西直线，从伊斯特本区途径南萨塞克斯到达汉普郡唐斯，把南部沿海平原与西部平原上的粘土和砂岩分离开来。悬崖后面的下陷斜坡，具有高、平的特点，延绵起伏的丘陵小山被许多干峡谷、风口，库克梅尔河、乌斯河、奥杜尔河和阿伦河河隙阻断。
白垩岩是一种白色沉积岩石，特别的质地均匀和细密纹理，具有较高的渗透性。它由微生物石藻分泌出来的微小方解石板（颗石藻）组成。地层包含大量的燧石结核层，已被广泛开发用作石器制造的材料以及住宅建筑用料。英国类似的区域还有北唐斯和奇特恩斯山。
在西部地区，国家公园向北延伸，超越南唐斯的白垩悬崖，到达一个地形上与众不同且形成鲜明对比的地区——西部原野，西洛特河的溪谷汇入后，雕琢成了下海绿石砂岩床，绿石山脉林木繁茂的山丘和溪谷，以及黑斯尔米尔南部的砂岩矿床地层。

## 延伸阅读
- Official website （页面存档备份，存于）
- Establishment team newsletter[永久]
- Links to detailed Defra maps of the confirmed boundary